# Riksdagen 1635
Riksdagen 1635 ägde rum i Stockholm.
Ständerna sammanträdde den 17 oktober 1635. Lantmarskalk var Lars Eriksson Sparre. Prästeståndets talman var biskop Laurentius Paulinus Gothus.
Riksdagen uttryckte sitt gillande av fördraget i Stuhmsdorf som slutits 12 september.
Riksdagen avslutades den 20 november 1635.